# Pyrgocythara nodulosa
Pyrgocythara nodulosa é uma espécie de gastrópode do gênero Pyrgocythara, pertencente a família Mangeliidae.